# Patriarcato armeno di Gerusalemme

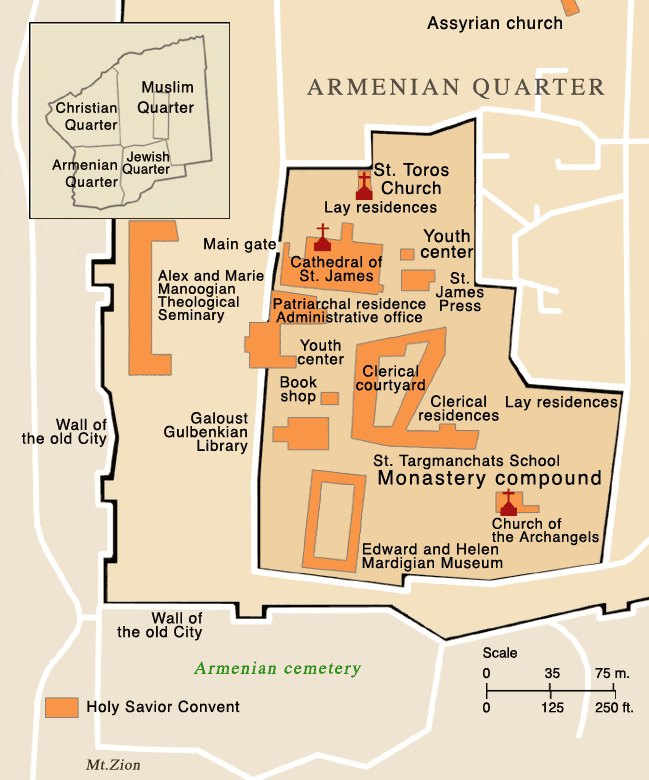
Mappa del quartiere armeno di Gerusalemme.

Il Patriarcato armeno di Gerusalemme, noto anche come il Patriarcato armeno di San Giacomo (in armeno: Առաքելական Աթոռ Սրբոց Յակովբեանց Յերուսաղեմ, Aṙak'yelakan At'voṙ Srboc 'Yakovbeanc' Yerusaġem, letteralmente "Sede Apostolica di San Giacomo a Gerusalemme") è una diocesi patriarcale appartenente alla Chiesa apostolica armena, fondata nell'anno 638. Attualmente è retta dal patriarca Nourhan Manougian, la cui sede si trova nel quartiere armeno di Gerusalemme.

## Storia e giurisdizione
Nel 638, quando il patriarca di Gerusalemme Sofronio I morì, gli arabi del califfo Omar non permisero l'elezione di un nuovo patriarca, che sarebbe avvenuta solo nel 692. Allora la Chiesa armena cominciò a nominare propri vescovi per le necessità dei propri fedeli.
Nel 1311 la diocesi divenne patriarcato quando i monaci del monastero di San Giacomo non accettarono alcune riforme decretate dal concilio armeno di Sis del 1307. Il vescovo armeno della città decretò per sé il titolo di patriarca.
La giurisdizione del patriarcato si estende ai fedeli armeni di Israele, Palestina e Giordania. Oltre all'antico monastero di San Giacomo, appartengono al patriarcato alcuni settori della basilica del Santo Sepolcro, il santuario edificato sulla casa di Anna e Caifa. La sede del patriarca è il quartiere armeno della Città Santa.
L'attuale patriarca è Nourhan Manougian, eletto il 24 gennaio 2013 come 97º patriarca della sede armena di Gerusalemme.
La Comunità Armena di Gerusalemme è per la maggior parte composta da profughi e sopravvissuti al Genocidio armeno avvenuto in Turchia a partire dal 1915 infatti molti trovarono rifugio proprio nel Monastero Armeno di Gerusalemme. La popolazione armena di Gerusalemme raggiunse allora 25.000 persone. Ma l'instabilità politica ed economica nella regione negli anni successivi ridussero drasticamente il numero. La maggior parte degli armeni di Gerusalemme oggi vivono dentro e intorno al Monastero Armeno, tanto grande da occupare la maggior parte del quartiere armeno della Città Vecchia. Oltre a Gerusalemme, ci sono comunità armene a Giaffa, Haifa e Nazareth, e nei territori palestinesi. La maggior parte degli armeni che vivevano in precedenza in Cisgiordania, tuttavia, hanno lasciato il paese.
La comunità armena di Gerusalemme utilizza il calendario giuliano, a differenza del resto della Chiesa apostolica armena e delle Chiese orientali ortodosse che utilizzano il calendario giuliano rivisto.

## Il Complesso e gli edifici del Patriarcato
Il Patriarcato armeno di Gerusalemme è la sede della Congregazione di San Giacomo, un ordine monastico della Chiesa apostolica armena, che conta circa 60 membri in tutto il mondo. All'interno del complesso del Patriarcato, si trovano anche le residenze private di famiglie armene.
Questa enclave residenziale era, un tempo, il più grande complesso unico che ospitava i pellegrini armeni, e ha rappresentato il nucleo demografico e spirituale della colonia di nuova costituzione.
Ancora oggi alle ore 22:00 inizia un rigido coprifuoco e le porte massicce vengono chiuse e bloccate fino al mattino presto, ospita anche gli uffici amministrativi e le residenze del Patriarca e del clero. Esso comprende anche:
- La Cattedrale di San Giacomo
- La Chiesa degli Arcangeli, un'altra importante chiesa armena di Gerusalemme
- La Chiesa di San Toros, che ospita la preziosa collezione di manoscritti armeni, la seconda più grande al mondo (oltre 4.000).

Altri rami del Patriarcato si trova all'interno del complesso comprendono:
- Il seminario teologico del Patriarcato, un complesso situato un centinaio di passi dall'ingresso del composto, un dono dei filantropi armeno-americano Alex Manoogian e della moglie Marie. Qui giovani armeni di tutto il mondo, compresi gli Stati Uniti e l'Armenia, vengono qui a studiare e prepararsi per il sacerdozio, e dopo l'ordinazione.
- La "Calouste Gulbenkian Library" di oltre 100.000 volumi, la metà in armeno e il resto in inglese e in una mezza dozzina di lingue europee.
- Il Museo di Arte e Cultura armena "Edward e Helen Mardigian" che comprende alcuni tra i tappeti preziosi ancora esistenti, monete armene e frammenti di testimonianze della presenza presso il sito della Decima Legione di Roma.
- La Santi Tarkmanchatz school (in armeno significa Սուրբ Թարգմանչաց Scuola di Traduttori Santi), una istituzione privata di primo piano e l'unico che insegna arabo, armeno, inglese ed ebraico.

## Cronotassi dei vescovi

### Vescovi armeni di Gerusalemme (638 - 1311)
- Abraham I (638 - 669)
- Krikor Yetesattzi (669 - 696)
- Kevork (696 - 708)
- Mgrdich (708 - 730)
- Hovhannes (730 - 758)
- Stepanos (758 - 774)
- Yeghia (774 - 797)
- Abraham II (885 - 909)
- Krikor (981 - 1006)
- Arsen (1006 - 1008)
- Mesrob (1008)
- Arsen (1008 - 1038) (seconda volta)
- Simeon (1090 - 1109)
- Movses (1109 - 1133)
- Esayee (1133 - 1152)
- Sahag (1152 - 1180)
- Abraham III (1180 - 1191)
- Minas (1191 - 1205)
- Abraham IV (1215 - 1218)
- Arakel (1218 - 1230)
- Hovhannes (1230 - 1238)
- Garabed (1238 - 1254)
- Hagopos (1254 - 1281)
- Sarkis (1281 - 1311 patriarca)

### Patriarchi armeni di Gerusalemme (dal 1311)
- Sarkis (1311 - 1313)
- Theodor (1313 - 1316)
- Dawid (1316 - 1321)
- Boghos (1321 - 1323)
- Vartan Areveltzi (1323 - 1332)
- Hovhannes Yoslin (1332 - 1341)
- Parsegh (1341 - 1356)
- Krikor (1356 - 1363)
- Mgrdich (1363 - 1378)
- Hovhannes Lehatzi (1378 - 1386)
- Krikor Yekibdatzi (1386 - 1391)
- Esayee (1391 - 1394)
- Sarchi (1394 - 1415)
- Boghos Karnetzi (1415 - 1419)
- Mardiros Yekibdatzi (1419 - 1430)
- Esayee (1430 - 1431)
- Hovhannes (1431 - 1441)
- Abraham Missirtzi (1441 - 1454)
- Mesrob (1454 - 1461)
- Bedros (1461 - 1476)
- Mgrdich Elovtzi (1476 - 1479)
- Abraham Periahtzi (1479 - 1485)
- Hovhannes Missirtzi (1485 - 1491)
- Mardiros Broosatzi (1491 - 1501)
- Bedros (1501 - 1507)
- Sarkis (1507 - 1517)
- Hovhannes (1517 - 1522)
- Theodor (Asdvadzadoor Merdintzi) (1532 - 1542)
- Pilibos (1542 - 1550)
- Theodor (Asdvadzadoor Merdintzi) (1550 - 1551) (seconda volta)
- Antreas Merdintzi (1551 - 1583)
- Dawid Merdintzi (1583 - 1613)
- Krikor Kantzagehtzi (1613 - 1645)
- Theodor (Asdvadzadoor Daronetzi) (1645 - 1664)
- Yeghiazar Hromglayetzi (1664 - 1665)
- Theodor (Asdvadzadoor Daronetzi) (1665 - 1666) (seconda volta)
- Yeghiazar Hromglayetzi (1666 - 1668) (seconda volta)
- Theodor (Asdvadzadoor Daronetzi) (1668 - 1670) (terza volta)
- Yeghiazar Hromglayetzi (1670 - 1677) (terza volta)
- Mardiros Krimtzi (1677 - 1680)
- Hovhannes Amasyatzi (1680)
- Mardiros Krimtzi (1681 - 1683) (seconda volta)
- Hovhannes Bolsetzi (1684 - 1697)
- Simeon (1688 - 1691)
  - Sede vacante (1691-1696)
- Minas Hamtetzi (1697 - 1704)
- Krikor Shiravantzi (1715 - 1749)
- Hagop Nalian (1749 - 1752)
- Teotoros (1752 - 1761)
- Garabed Tantchagetzi (1761 - 1768)
- Boghos Vanetzi (1768 - 1775)
- Hovhannes Kanapertzi (1775 - 1793)
- Bedros Yevtogeeyatzi (1793 - 1800)
  - Teodoros Vanetzi (1800 - 1802) (amministratore)
- Teodoros Vanetzi (1802 - 1818)
- Kapriel Neegomeetatzi (1818 - 1840)
- Zakaria Gopetzi (1840 - 1846)
- Giragos (1846 - 1850)
- Hovhannes Zmurnatzi (1850 - 1860)
  - Vertanes (1860 - 1864) (amministratore)
- Esayee Talasti (1864 - 1885)
  - Yeremia Der Sahagian (1885 - 1889) (amministratore)
- Harootiun Vehabedian (1889 - 1910)
  - Sede vacante (1910-1921)
  - Taniel Hagopian (1910 - 1913) (amministratore)
  - Malachia Ormanian (1914 - 1916) (amministratore)
  - Sahag Khabayan (1916 - 1917) (amministratore)
- Yeghishe I Turian (1921 - 1929)
- Torkom I Koushagian (1929 - 1939)
- Mesrob Nishanian (1939 - 1944)
- Guregh Israelian (1944 - 1949)
  - Yéghiché Derderian (1949 - 1956) (amministratore)
  - Tiran Nersoyan (1957 - 1958) (patriarca eletto)
  - Souren Kemhajian (1958 - 1960) (amministratore)
- Yeghishe Derderian (1960 - 1990)
- Torkom Manoogian (1990 - 2012)
- Nourhan Manougian, dal 2013